# Kriptón-85

El kriptón-85 (85Kr) es un radioisótopo del kriptón.
El kriptón-85 tiene un periodo de semidesintegración de 10,76 años y una energía máxima de desintegración de 687 keV. y se desintegra en rubidio-85 estable. Su desintegración más común (99,57%) es por emisión de partículas beta con una energía máxima de 687 keV y una energía media de 251 keV. La segunda desintegración más común (0,43%) es por emisión de partículas beta (energía máxima de 173 keV) seguida de emisión de rayos gamma (energía de 514 keV). Otros modos de desintegración tienen probabilidades muy pequeñas y emiten rayos gamma menos energéticos. El kriptón-85 es principalmente sintético, aunque se produce de forma natural en cantidades traza por espalación de rayos cósmicos.
En términos de radiotoxicidad, 440 Bq de 85Kr equivalen a 1 Bq de radón-222, sin considerar el resto de la cadena de desintegración del radón. 

## Presencia en la atmósfera terrestre

### Producción natural
El kriptón-85 se produce en pequeñas cantidades por la interacción de los rayos cósmicos con el kriptón-84 estable en la atmósfera. Las fuentes naturales mantienen un inventario de equilibrio de unos 0,09 PBq en la atmósfera.

### Producción antropogénica
En 2009, la cantidad total en la atmósfera se estimaba en 5500 PBq debido a fuentes antropogénicas. A finales del año 2000, se estimaba en 4800 PBq, y en 1973, en 1961 PBq (53 megacuries). La más importante de estas fuentes humanas es el reprocesamiento del combustible nuclear, ya que el kriptón-85 es uno de los siete productos de fisión comunes de vida media. La fisión nuclear produce aproximadamente tres átomos de kriptón-85 por cada 1000 fisiones (es decir, tiene un rendimiento de fisión del 0,3%). La mayor parte o la totalidad de este kriptón-85 queda retenido en las barras de combustible nuclear gastado; el combustible gastado al ser descargado de un reactor contiene entre 0,13-1,8 PBq/Mg de kriptón-85. Parte de este combustible gastado se reprocesa. El reprocesamiento nuclear actual libera el 85Kr gaseoso a la atmósfera cuando se disuelve el combustible gastado. En principio, sería posible capturar y almacenar este gas kriptón como residuo nuclear o para su uso. La cantidad global acumulada de kriptón-85 liberada por la actividad de reprocesamiento se ha estimado en 10.600 PBq en el año 2000. El inventario global señalado anteriormente es menor que esta cantidad debido a la desintegración radiactiva; una fracción menor se disuelve en los océanos profundos.
Otras fuentes de origen humano contribuyen poco al total. Las pruebas atmosféricas de armas nucleares liberaron aproximadamente 111-185 PBq. El accidente de 1979 en la central nuclear de Three Mile Island liberó aproximadamente 1,6 PBq (43 kCi). El accidente de Chernóbil liberó aproximadamente 35 PBq y el accidente de Fukushima Daiichi liberó aproximadamente 44-84 PBq.
La concentración atmosférica media de kriptón-85 era de aproximadamente 0,6 Bq/m3 en 1976, y ha aumentado hasta aproximadamente 1,3 Bq/m3 en 2005. Se trata de valores medios globales aproximados; las concentraciones son más altas localmente alrededor de las instalaciones de reprocesamiento nuclear, y son generalmente más altas en el hemisferio norte que en el hemisferio sur.
Para la vigilancia atmosférica de áreas extensas, el kriptón-85 es el mejor indicador de separaciones clandestinas de plutonio
Las emisiones de kriptón-85 aumentan la conductividad eléctrica del aire atmosférico. Se espera que los efectos meteorológicos sean más fuertes cerca de la fuente de las emisiones.

## Usos en la industria
El kriptón-85 se utiliza en lámparas de descarga de arco comúnmente utilizadas en la industria del entretenimiento para grandes luces de películas HMI, así como en lámparas de descarga de alta intensidad La presencia de kriptón-85 en el tubo de descarga de las lámparas puede hacer que éstas sean fáciles de encender. Los primeros desarrollos experimentales de iluminación con kriptón-85 incluyeron una luz de señalización ferroviaria diseñada en 1957 y una señal de carretera iluminada erigida en Arizona en 1969. Una cápsula de 60 μCi (2,22 MBq) de kriptón-85 fue utilizada por el servidor de números aleatorios HotBits (en alusión a que el elemento radiactivo es una fuente mecánica cuántica de entropía), pero fue sustituida por una fuente de 5 μCi (185 kBq) de Cs-137 en 1998.
El kriptón-85 también se utiliza para inspeccionar componentes de aeronaves en busca de pequeños defectos. Se deja que el kriptón-85 penetre en pequeñas grietas y, a continuación, se detecta su presencia mediante autorradiografía. El gas penetra en aberturas más pequeñas que los líquidos utilizados en la inspección por líquidos penetrantes y líquidos penetrantes fluorescentes.
El kriptón-85 se utilizaba en tubos de electrones reguladores de tensión de cátodo frío, como el tipo 5651.
El kriptón-85 también se utiliza para el control de procesos industriales, principalmente para mediciones de espesor y densidad, como alternativa al Sr-90 o al Cs-137.
El kriptón-85 también se utiliza como neutralizador de carga en sistemas de muestreo de aerosoles.